# Kasna sremza
Kasna sremza (kasna cremza, američka sremza, crna trešnja, lat. Prunus serotina), korisno američko drvo iz porodice ružovki. Iz Sjedinjenih država uveyeno je u nekoliko država Europe (uključujući Hrvatsku), ali i u Južnu Ameriku i Australiju.
Drvo naraste od 10 do 30 metara visine. Plodovi su jestivi, ali su listovi otrovni. Drvo je cijenjeno u izradi namještaja i postiže visoku cijenu na tržištu.

## Podvrste
- Prunus serotina var. capuli (Cav.) S. Hatusima
- Prunus serotina var. eximia (Small) Little
- Prunus serotina var. rufula (Woot. & Standl.) McVaugh
- Prunus serotina var. virens (Woot. & Standl.) McVaugh